# 下城子镇
下城子镇，是中华人民共和国黑龙江省牡丹江市穆棱市下辖的一个乡镇级行政单位。

## 行政区划
下城子镇下辖以下地区：
义和社区、铁路社区、仁义社区、北安社区、义和村、南站村、红桥村、新利村、枯榆树村、北安村、中新村、朝阳村、新建村、梨树村、三道河村、仁里东村、仁里西村、新民村、悬羊村、保安村和仁义村。